# Stammliste der Karolinger
Dies ist eine detaillierte Stammliste der Karolinger, für den Hauptartikel siehe: Karolinger

## Von Karl Martell bis zur Reichsteilung
1. Karl Martell, † 22. Oktober 741 in der Königspfalz Quierzy, 717 Hausmeier in Austrien, 718 Hausmeier im gesamten Frankenreich, begraben in der Abtei Saint-Denis; ⚭ I. Chrothrud, † vor 725; ⚭ II. Swanahild, illustris matrona, † nach 743, begraben in der Abtei Chelles, Nichte des Herzogs Odilo von Bayern (Agilolfinger) – Vorfahren siehe Arnulfinger
  1. (I) Karlmann, † 17. Juli 754 in Vienne in Gefangenschaft, 742/747 Hausmeier, danach Mönch in San Silvestro auf dem Monte Soracte und Montecassino, dort auch begraben
    1. Drogo, 747/754 bezeugt
    2. Kinder, 754 ins Kloster geschickt

  2. (I) Pippin der Jüngere, * 714, † 24. September 768, 742 Hausmeier in Neustrien, Burgund und Provence; Ende 751 in Soissons zum König der Franken (Rex Francorum) ernannt, begraben in der Abtei Saint-Denis; ⚭ Bertrada die Jüngere (Berta), † 12. Juni 783, Tochter des Grafen Heribert von Laon, 754 Königin (Hugobertiner)
    1. Karl der Große, * wohl am 2. April 747, † 28. Januar 814, 768 Teilkönig, Dezember 771 Alleinherrscher, König der Franken, Juni 774 König der Langobarden, 25. Dezember 800 in Rom zum Kaiser gekrönt, begraben in der Pfalzkapelle in Aachen; ⚭ I. um 767 Himiltrud; ⚭ II. 769, verstoßen 770 oder Anfang 771, NN, Tochter des Langobardenkönigs Desiderius (Stammliste der Könige der Langobarden); ⚭ III. 771 vor dem 30. April Hildegard, * 758, † 30. April 783, Tochter des Grafen Gerold von Anglachgau (Geroldonen)[1] und der Imma, einer Tochter des alemannischen dux Hnabi (wohl Agilolfinger); ⚭ IV. um Oktober 783 Fastrada, † 10. Juli 794, Tochter des Grafen Radulf; ⚭ V. zwischen 794 und Herbst 796 Liutgard, eine Alamannin, † 4. Juni 800
      1. (unehelich, Mutter: Himiltrud, um 768 bezeugt) Pippin der Bucklige, * vor 770, † 811, 792 als Mönch in der Abtei Prüm
      2. (III) Karl der Jüngere, * 772/773, † 4. Dezember 811, 788 König in Neustrien
      3. (III) Adalhaid, * zwischen September 773 und Juni 774, † Juli/August 774 in Südgallien
      4. (III) Rotrud, * wohl 775, † 6. Juni 810, aus ihrer Verbindung mit Rorico (Rorgoniden):
        1. Ludwig, † 867, Abt von Saint-Denis, Erzkanzler

      5. (III) Karlmann, * 777, † 8. Juli 810, 15. April 781 in Rom auf den Namen Pippin getauft, im gleichen Jahr unter diesem Namen König von Italien, begraben in Mailand; ⚭ um 795 NN
        1. Bernhard, * wohl 797, † 17. April 818, 812–813 König von Italien, 817 Aufstand gegen Ludwig den Frommen, 15. April 818 geblendet, zwei Tage danach gestorben; ⚭ um 815 Kunigunde, † nach 15. Juni 835, vielleicht Tochter von Heribert, dem Sohn Wilhelm von Gellones (Wilhelmiden)[2]
          1. Pippin, * wohl 815, † nach 840, nach 834 Graf bei Paris ⚭ NN
Nachkommen siehe unten: Vermandois

        2. Adalhaid, * wohl 800/810, † nach 810
        3. Gundrada, * wohl 800/810, † nach 810
        4. Berthaid, * wohl 800/810, † nach 810
        5. Theodrada, * wohl 800/810, † nach 810

      6. (III) Ludwig I. der Fromme, * Juni/August 778 in Chasseneuil (Zwilling), † 20. Juni 840 bei Ingelheim, 781 König von Aquitanien, 11. September 813 in Aachen zum Mitkaiser gekrönt, 30. Juni 833 bis 1. März 834 abgesetzt, begraben in St. Arnulf in Metz; ⚭ I. 794 Irmingard von Hespengau (Ermengard), † 3. Oktober 818 in Angers, Tochter des Grafen Ingram; ⚭ II. 819 in Aachen Judith, † 19. April 843, Tochter des Grafen Welf I. (Welfen) und Heilwich
        1. (unehelich, Mutter unbekannt) Alpheidis (Elpheid, Alpais), * wohl 794, † 23. Juli …, wohl nach dem 29. Mai 852, als Witwe Äbtissin von Saint-Pierre-le-Bas in Reims, ⚭ um 806 Graf Beggo I., † 28. Oktober 816 (Matfriede)
        2. (unehelich, Mutter unbekannt) Arnulf, * wohl 794, † nach März/April 841, 817 Graf von Sens
        3. (I) Lothar I., * 795, † 29. September 855 als Mönch in der Abtei Prüm, August 814 Herzog von Bayern, Juli 817 Mitkaiser, Ostern 823 als Kaiser, herrscht 822/825 und 829/840 in Italien, 30. Juni 833 bis 1. März 834 sowie 20. Juni 840 bis September 855 Kaiser, herrscht 843 in Lotharingien (Lotharii Regnum), dankt ab, begraben in der Abtei Prüm; ⚭ Mitte Oktober 821 in Diedenhofen Irmingard (Ermengard), † 20. März 851, Tochter des Grafen Hugo von Tours, stiftet 849 die Abtei Erstein, in der sie auch begraben wurde (Etichonen)
Nachkommen siehe unten: Lotharingien
        4. (I) Pippin I., * wohl 797, † Dezember 838, wohl am 13. August 814 König von Aquitanien, begraben in Sainte-Croix in Poitiers; ⚭ 822 Ringart/Hringard/Ingeltrud, Tochter des Grafen Teudbert von Madrie (Arnulfinger)
          1. Pippin II., * wohl 823, † nach 864 in Senlis, 838/848 König von Aquitanien, 852/854 und ab 864 in Gefangenschaft
          2. Karl, * wohl 825/830, † 4. Juni 863, 851/854 im Kloster, 8. März 856 Erzbischof von Mainz

        5. (I) Rotrud, * wohl 800; ⚭ (siehe ihre Schwester Hildegard)
        6. (I) Hildegard, * wohl 802/804, † nach Oktober 841, wohl am 23. August 860, Äbtissin von Notre-Dame wohl Notre-Dame de Laon - Rotrud oder Hildegard ⚭ Ratger Graf von Limoges oder Gerhard Graf von Auvergne (Ramnulfiden), wohl beide X 25. Juni 841 in der Schlacht von Fontenoy
        7. (I) Ludwig II. der Deutsche, * wohl 805, † 28. August 876 in Frankfurt am Main, 817 König von Bayern, 822/837 und 843/876 König von Ostfranken, begraben im Kloster Lorsch; ⚭ 827 Hemma, † 31. Januar 876, Tochter des Grafen Welf (Welfen) und Heilwich, begraben im Kloster Sankt Emmeram in Regensburg
Nachkommen siehe unten: Ostfrankenreich
        8. (II) Gisla, * zwischen Ende 819 und 822, † nach August 874, begraben in der Abtei Cysoing; ⚭ um 836 Eberhard dux (Markgraf) von Friaul, † 16. Dezember 866 in Italien, begraben in der Abtei Cysoing (Unruochinger)
          1. Berengar I., † 7. April 924, 888 König von Italien, 915 Kaiser
            1. Gisela, † 910/915; ⚭ Adalbert I. der Reiche, Markgraf von Ivrea (Haus Burgund-Ivrea)
              1. Berengar II., † 966, 950–961 König von Italien

        9. (II) Karl der Kahle (Charles le Chauve), * 13. Juni 823 in Frankfurt am Main, † 6. Oktober 877 in Avrieux (Savoyen), August 829 Herzog von Alemannien (dux Alemanniae), September 838 König von Neustrien, 843 König von Westfranken, 848 König von Aquitanien, 869 König von Lotharingien, 875 König von Italien, 25. Dezember 875 in Rom zum Kaiser gekrönt, begraben in Nantua, in die Abtei Saint-Denis umgebettet; ⚭ I. 13. Dezember 842 Ermentrud, * 27. September wohl 830, † 6. Oktober 869 in Saint-Denis, Tochter des Grafen Odo von Orléans[3] und der Ingeltrud (Geroldonen), ⚭ II. 22. Januar 870 Richildis, † 910/914, Tochter des Grafen Buvinus von Metz (Buviniden)
Nachkommen siehe unten: Westfrankenreich

      7. (III) Lothar, * Juni/August 778 in Chasseneuil (Zwilling)
      8. (II) Bertha, * 779/780, † nach 14. Januar 828, 814 vom Hof verwiesen, aus ihrer Verbindung mit Angilbert:
        1. Nithard, † 845
        2. Hartnid

      9. (II) Gisla, * 781 vor Mai, † nach 800, wohl 814
      10. (II) Hildegard, * 782 nach 8. Juni, † zwischen 1. und 8. Juni 783
      11. (III) Theodrada, * wohl 785, † 9. Januar 844/853, in der Abtei Münsterschwarzach, vor 814 Äbtissin von Notre-Dame d’Argenteuil
      12. (III) Hiltrud, * wohl 787, † nach 800, wohl 814
      13. (unehelich, Mutter unbekannt) Hruodhaid, * wohl 787, † nach 800, wohl 814
      14. (unehelich, Mutter:Madelgard) Ruothild, † 24. März 852, 840 Äbtissin der Abtei Faremoutiers
      15. (unehelich, Mutter: Gerswind „Saxonici generis“) Adalthrud
      16. (unehelich, Mutter: Regina, 800 bezeugt) Drogo, * 17. Juni 801, † 8. Dezember 855, 818 geistlich, 820 Abt von Luxeuil, 823 Bischof von Metz, 834 Erzbischof und Erzkapellan
      17. (unehelich, Mutter: Regina, 800 bezeugt) Hugo, * 802/806, † 14. Juni 844, 818 geistlich, Mönch zu Charroux, 822/823 Abt von Saint-Quentin, 836 Abt von Saint-Bertin, 834–840 Erzkanzler Ludwigs des Frommen
      18. Theoderich, Mutter: Adaling, die 806 bezeugt ist, * 807, † nach 818, 818 geistlich

    2. Karlmann, 754 bezeugt, † 4. Dezember 771 in Reims, 768 Teilkönig; ⚭ Gerberga, 772 bezeugt
      1. Pippin, 770 bezeugt, † nach 772
      2. Kind, † nach 772

    3. Gisela, * 757, † 810, 788 Äbtissin von Chelles
    4. Pippin, * 759, † 761
    5. Rothaid, begraben in St. Arnulf in Metz
    6. Adelheid, begraben in St. Arnulf in Metz

  3. (I) Hiltrud, † 754; ⚭ 741 Odilo, Herzog von Bayern, † 748, begraben in Kloster Gengenbach (Agilolfinger)
    1. Tassilo III., Herzog von Bayern 748–788

  4. (II) Grifo, * wohl 726, X 753 bei Saint-Jean-de-Maurienne
  5. (unehelich, Mutter unbekannt) Bernhard, * vor 732, 773 bezeugt, † 787; ⚭ I eine Fränkin, ⚭ II eine Sächsin
    1. (I) Adalhard, * wohl 752, † 2. Januar 826 in Corbie, 772 Mönch, um 781/814 und 821/826 Abt von Corbie, 822 auch Abt von Corvey, 814–821 Mönch in Noirmoutier, begraben in Corbie
    2. (II) Wala, * wohl 773, † 31. August 836 in Bobbio, Graf in Sachsen, 811 Pfalzgraf, 814 Mönch, 826/831 Abt von Corbie und Corvey, 834–836 Abt von Bobbio, begraben in der Klosterkirche von Bobbio; ⚭ Rothlindis, † vor 814, Tochter des Wilhelm von Aquitanien, Markgraf von Septimanien, Graf von Toulouse (Gellones)
    3. (II) Gundrada, * wohl 775, † nach 826, 814 nach Poitiers verbannt
    4. (II) Bernhar, * wohl 776, 790 puer, 801 und 814 als Mönch in Lérins, 814 Mönch in der Abtei Corbie
    5. (II) Theodrada, * nach 776, 810 Äbtissin von Notre-Dame in Soissons, ⚭ NN, † vor 810

  6. (unehelich, Mutter unbekannt) Hieronymus, 754 bezeugt
Nachkommen siehe unten: Hieronymus
  7. (unehelich, Mutter unbekannt) Remigius (Remedius), † 771, 755 Bischof von Rouen
  8.  ? Aldana, † vor 804; ⚭ Theoderich Graf von Autun, † vor 804 (Wilhelmiden)[4]

## Die Karolinger in der Grafschaft Vermandois
1. Pippin, * wohl 815, † nach 840, nach 834 Graf bei Paris; ⚭ NN - Vorfahren siehe oben
  1. Bernhard, * wohl 845, 877/878 Graf
  2. Pippin, * wohl 845, † nach 28. Januar 893, nach 877 Graf nördlich von Paris
    1.  ? Bernhard, * wohl 880, † nach 10. November 949, 936 Graf von Beauvais[5]
    2. Kind (Theoderich?)
      1. Theoderich, Graf, 945/949 bezeugt, Neffe von Bernhard von Beauvais[6]

  3. Heribert I., * wohl 850, † 6. November 900/907, 886/898 Graf von Soissons und Laienabt von Saint-Crépin in Soissons, 888/889 Graf von Meaux und Madrie, 896 Graf von Vermandois; ⚭ NN[7]
    1. Heribert II., * wohl 880, † 23. Februar 943, 900–907 Graf von Meaux, Soissons und Vermandois, 907 Abt von Saint-Médard in Soissons, begraben in der Abtei Saint-Quentin, ⚭ vor 21. Mai 907 Adela, Tochter des Herzogs Robert von Neustrien (ab 922 als Robert I. König von Frankreich) (Kapetinger)
      1. Odo (Eudes), * wohl 910, † nach 19. Juni 946, Ende 928 Graf von Vienne, bis 944 Graf von Amiens, vertrieben
      2. Adela, * 910/915, † 960; ⚭ 934 Arnulf I. der Große, 918 Graf von Flandern, † 27. März 964 (Haus Flandern)
      3. Heribert der Alte, * wohl 910/915, † 980/984, 946 Abt von Saint-Médard in Soissons und Graf in Nordfrankreich, Ende 967 Graf von Meaux und Pfalzgraf, 968 Graf von Troyes; ⚭ 951 Eadgifu, Tochter des Königs Eduard I. von Wessex (Haus Wessex), Witwe von Karl III. König von Frankreich (siehe unten), bis 951 Äbtissin von Notre-Dame de Laon
      4. Robert, * wohl 910/915, † 19./29. August 967, 946 Graf von Meaux, 956 auch Graf von Troyes; ⚭ vor 950 Adelheid (Werra), † nach August 967, Tochter des Herzogs Giselbert von Burgund, Graf von Chalon-sur-Saône und Troyes (Buviniden)
        1. Heribert der Jüngere, * wohl 950, † 28. Januar 995, 980–984 Graf von Meaux und Troyes; ⚭ NN, 959 bezeugt
          1. Stephan (Étienne), † zwischen 1. Juni 1019 und 9. Juni 1021, um 995 Graf von Meaux und Troyes, begraben in der Abtei Lagny; ⚭ vor 29. Februar 996 Alix

        2. Adela, * wohl 950, † 974 nach dem 6. März, ⚭ vor 966 Gottfried Grisegonelle Graf von Anjou, † 21. Juli 987 (Erstes Haus Anjou)

      5. Adalbert (Albert) I., * wohl 915, † 8. September 987, 946 Graf von Vermandois; ⚭ vor 954 Gerberga, * wohl 935, † nach 7. September 978, Tochter von Giselbert Herzog von Lothringen (Reginare)
        1. Heribert III., * wohl 954, † 29. August 1000/1002, 987 Graf von Vermandois; ⚭ vor 987 Ermengarde, † nach 1021; heiratet in zweiter Ehe Milon II. Graf von Tonnerre († nach 998)
          1. Adalbert (Albert) II., * wohl 985/990, † nach 1. Februar 1015, um 1000 Graf von Vermandois, tritt vor dem 15. Juli 1010 zurück
          2. Odo (Eudes), † 25. Mai 1045, 982 bezeugt, 1021 Graf von Vermandois; ⚭ Pavie, 1021–1027/45 bezeugt
            1. Heribert IV., 1045 Graf von Vermandois, 1077 Graf von Valois, ⚭ vor 1068 Adele Gräfin von Valois, Tochter des Raoul III. Graf von Valois, Crépy und Vitry
              1. Odo, genannt der Wahnsinnige (Eudes l'Insensé), † nach 1085; ⚭ Hadwige
              2. Adelheid (Adélaide), * wohl 1065, † 28. September 1120/1124, Gräfin von Vermandois und Valois; ⚭ I. vor 1080 Hugo I., 1087 Graf von Vermandois und Valois, † 18. Oktober 1101 in Tarsos (Kapetinger); ⚭ II. 1103 Rainald II. (Renaud II.) Graf von Clermont-en-Beauvaisis, † vor 1162 (Haus Clermont)

        2. Odo (Otto), * wohl 956, † 983/987 - dessen Nachkommen bilden wohl das Haus Chiny[8]
        3. Liudolf, * wohl 957, † vor 6. November 986, 978 Elekt, 979 Bischof von Noyon

      6. Ledgard, * wohl 915/920, † 27. Mai nach 978; ⚭ I um 940 Wilhelm I. Langschwert Graf der Normandie, † ermordet 17. Dezember 942 in Picquigny (Rolloniden); ⚭ II. 942/945 Tetbald I. Graf von Blois, Chartres, Vizegraf von Tours, † 16. Januar 975 (Haus Blois)
      7. Hugo, * 920, † 962, 925 Erzbischof von Reims, 932 vertrieben, 940 wieder eingesetzt, 946 abgesetzt

    2. Beatrix, * wohl 886, † nach 26. März 931; ⚭ um 895 Robert Herzog von Neustrien, X 15. Juni 923 in der Schlacht von Soissons, 898 Graf von Paris, 29. April 922 als Robert I. König von Frankreich (Kapetinger)
    3. Tochter ⚭ wohl Gebhard Gf im Ufgau 940, † nach 15. Januar 947 (Konradiner)
    4. Tochter ⚭ Udo Graf in der Wetterau, † 949 (Konradiner)

  4.  ? Kunigunde[9]
  5.  ? Tochter (vielleicht mit Kunigunde identisch) ⚭ Guido (Gui, Wido), Graf von Senlis[10]
    1. Bernhard, * wohl 880, † nach 945, Graf von Senlis[11]
    2. Poppa ⚭ Rollo, Graf von Rouen, Jarl der Normannen (Rolloniden)[12]

## Die Karolinger in Lotharingien
1. Lothar I., * 795, † 29. September 855 als Mönch in der Abtei Prüm, August 814 Herzog von Bayern, Juli 817 Mitkaiser, Ostern 823 als Kaiser, herrscht 822/825 und 829/840 in Italien, 30. Juni 833 bis 1. März 834 sowie 20. Juni 840 bis September 855 Kaiser, herrscht 843 in Lotharingien (Lotharii Regnum), dankt ab, begraben in Prüm; ⚭ Mitte Oktober 821 in Diedenhofen Irmingard (Ermengard), † 20. März 851, Tochter des Grafen Hugo von Tours, stiftet 849 die Abtei Erstein, in der sie auch begraben wurde (Etichonen) – Vorfahren siehe oben
  1. Ludwig II., * wohl 825, † 12. August 875, 839/840 (Titular-)König von Italien, 844 König der Langobarden, April 850 Mitkaiser, 855 Kaiser; ⚭ Verlobung 851 vor dem 5. Oktober, Engelberga, † 890/891, 868 Äbtissin von San Salvatore in Brescia, später Äbtissin von San Sisto in Piacenza
    1. Gisla, * wohl 852/855, † vor 28. April 868, 861 Äbtissin von San Salvatore zu Brescia
    2. Ermengarde, * wohl 852/855, † 896 vor dem 22. Juni, 878 Äbtissin von San Salvatore zu Brescia; ⚭ März/Juni 876 Boso von Vienne, † 11. Januar 887, 876 dux von Italien, 877 Graf von Troyes, 15. Oktober 879 König von Niederburgund, begraben in Saint-Maurice in Vienne (Buviniden)
      1. Ludwig III. der Blinde, † 928, 887 König, 901 Kaiser, 905 geblendet

  2. Helletrud (Hiltrud), * wohl 826, † nach 865/866; ⚭ Graf Berengar, † vor 865/866
  3. Bertha, * wohl 830, † nach 7. Mai 852, wohl 877, vor 847 Äbtissin von Avenay, wohl auch Äbtissin der Abtei Faremoutiers
  4. Tochter, * wohl 826/830, 846 entführt, ⚭ (Ehe 849 anerkannt) Giselbert, 841 Graf im Maasgau, 866 Graf im Lommegau, † wohl nach 14. Juni 877 (Reginare)
  5. Gisla, * wohl 830, † 860, 851/860 Äbtissin von San Salvatore in Brescia
  6. Lothar II., * wohl 835, † 8. August 869 in Piacenza, 855 König von Lotharingien (Lotharii Regnum), begraben im Kloster Sant’Antonino bei Piacenza; ⚭ I 855 Teutberga, † vor 25. November 875, Tochter des Boso Graf von Arles, 869 Äbtissin von Sainte-Glossinde in Metz, (Bosoniden); ⚭ II 862 (kirchlich nicht anerkannt) Waldrada, † nach 9. April 868 als Nonne in Remiremont
    1. (II) Hugo, * vor 863, † nach 895, 867 Herzog von Elsass, Juni 885 geblendet, dann Mönch zu Prüm; ⚭ 883 Friderade, Witwe des Bernarius
    2. (II) Gisla, * wohl 860/865, † zwischen 21. Mai und 26. Oktober 907, 887/907 Äbtissin von Nivelles und Fosses; ⚭ 882 Gottfried, Herzog in Friesland, † ermordet Juni 885
    3. (II) Bertha, * wohl 863, † 8. März 925, 915 Regentin in Tuszien; ⚭ I 879/881 Theotbald, Graf von Arles, † zwischen Juni 887 und um 895 (Bosoniden); ⚭ II um 895/898 Adalbert II. der Reiche, Graf und Herzog von Lucca, Markgraf von Tuscien, † 10/19. September 915, begraben in der Kathedrale von Lucca (Haus Bonifacius)
      1. Hugo I., † 948, 926 König von Italien
        1. Lothar II., † 950, 931 König von Italien

    4. (II) Ermengard, † 6. August …, Nonne, begraben in Santa Giustina in Lucca

  7. Rotrud, getauft 835/840 in Pavia; ⚭ um 850/851 Lambert Markgraf der Bretagne, Graf von Nantes, X 1. Mai 852 (Widonen)
  8. Karl, * wohl 845, † 25. Januar 863 im Kloster Saint-Pierre-les-Nonnains, heute Lyon, 855 König in Burgund
  9. (unehelich, Mutter: Doda, April 851 bezeugt, † nach 9. Juli 855) Karlmann, * 853

## Die Karolinger im Ostfrankenreich
1. Ludwig II. der Deutsche, * wohl 805, † 28. August 876 in Frankfurt am Main, 817 König von Bayern, 822/837 und 843/876 König von Ostfranken, begraben im Kloster Lorsch; ⚭ 827 Hemma, † 31. Januar 876, Tochter des Grafen Welf (Welfen) und Heilwich, begraben im Kloster Sankt Emmeram in Regensburg - Vorfahren siehe oben
  1. Hildegard, * 828, † 23. Dezember 856, 853 Äbtissin der Abtei Münsterschwarzach, 853/856 Äbtissin des Klosters Fraumünster in Zürich
  2. Karlmann, * wohl 830, † 29. November 880, 856 dux, 876 König von Bayern, 877 König von Italien, 879 für regierungsunfähig erklärt; ⚭ vor 861 NN, † nach 8. Juli 879, Tochter des Grafen Ernst (Ernste)
    1. (unehelich, Mutter: Liutswind[13]) Arnulf von Kärnten, * wohl 850, † 8. Dezember 899, 876 Präfekt der östlichen Marken, November 887 König von Ostfranken, Ende Februar 896 Kaiser, begraben im Kloster Sankt Emmeram in Regensburg; ⚭ vor 888 Oda † nach 30. November 903 (Konradiner)
      1. (unehelich, Mutter unbekannt) Zwentibold, * 870/871, † 13. August 900, Mai 895 König von Lotharingien (Lotharii Regnum), ⚭ 27. März/13. Juni 897 Oda von Sachsen, † 2. Juli nach 952, Tochter des Herzogs Otto I. der Erlauchte (Liudolfinger), sie heiratete in zweiter Ehe 900 Graf Gerhard, X 2. Juni 910 (Matfriede)
        1.  ? Benedicta, Äbtissin von Susteren
        2.  ? Caecilie, Äbtissin von Susteren

      2. (unehelich, Mutter: Ellinrat, † nach 23. Mai 914) Ellinrat, † nach 24. Mai 914, vor 893 von Engelschalk II., Markgraf der Ostmark, entführt, der dafür im Frühjahr 893 geblendet wurde (Wilhelminer)
      3. (unehelich, Mutter unbekannt) Ratold, * wohl 889, 896 parvulus filius
      4. Ludwig IV. das Kind, * Herbst 893 in Altötting, † 20. oder 24. September 911, König von Ostfranken am 4. Februar 900 in Forchheim, März 900 auch König in Lotharingien

  3. Ermengard (Irmgard), † 16. Juli 866 in Frauenwörth, Äbtissin von Frauenwörth, 857 auch von Buchau
  4. Gisla
  5. Ludwig III. der Jüngere, * wohl 835, † 20. Januar 882 in Frankfurt am Main, 865 König von Franken, Sachsen und halb Lotharingien, 879 König von Bayern, 880 König von ganz Lotharingien, begraben im Kloster Lorsch; ⚭ vor 29. November 874 Liutgard, † 30. November 885, Tochter des Grafen Liudolf, begraben in Aschaffenburg (Liudolfinger)
    1. (unehelich, Mutter unbekannt) Hugo, * wohl 855/860, † Februar 879, begraben im Kloster Lorsch
    2. Ludwig, * wohl 877, † 879, wohl im November
    3. Hildegard, * 878/881, † nach 895

  6. Bertha, † 26. März 877 853 Äbtissin der Abtei Münsterschwarzach, 856 Äbtissin des Klosters Fraumünster in Zürich
  7. Karl III. der Dicke (Charles III. le Gros), * 839, † 13. Januar 888 in Neudingen, 876 König von Alamannien, November 879 König von Italien, 12. Februar 881 Kaiser, 882 König von Ostfranken, 885 König von Westfranken, November 887 abgesetzt, begraben auf der Insel Reichenau; ⚭ 862 Richardis, † 18. September um 900, 887 Äbtissin von Andlau, Tochter des Grafen Erchanger (Ahalolfinger)
    1. (unehelich, Mutter unbekannt) Bernhard, * wohl 876, † getötet 891/892

## Die Karolinger im Westfrankenreich
1. Karl der Kahle (Charles le Chauve), * 13. Juni 823 in Frankfurt am Main, † 6. Oktober 877 in Avrieux (Savoyen), August 829 Herzog von Alamannien (dux Alemanniae), September 838 König von Neustrien, 843 König von Westfranken, 848 König von Aquitanien, 869 König von Lotharingien, 875 König von Italien, 25. Dezember 875 in Rom zum Kaiser gekrönt, begraben in Nantua, in die Abtei Saint-Denis umgebettet; ⚭ I. 13. Dezember 842 Irmentrud, * 27. September wohl 830, † 6. Oktober 869 in Saint-Denis, Tochter des Grafen Odo von Orléans[14] und der Ingeltrud (Geroldonen), ⚭ II. 22. Januar 870 Richildis, † 2. Juni 910, Tochter des Grafen Buvinus von Metz (Buviniden) - Vorfahren siehe oben
  1. (I) Judith, * wohl 844, † nach 870; ⚭ I. 1. Oktober 856 Æthelwulf König von Wessex, † 858 (Haus Wessex); ⚭ II. 858 Æthelbald König von Wessex, † 860 (Haus Wessex); ⚭ III. nach einer Entführung 862 Ende 863 in Auxerre Balduin I. Graf von Flandern, † 879 (Haus Flandern)
  2. (I) Ludwig II. der Stammler (Louis II. le Bègue), * 1. November 846, † 10. April 879 in Compiègne, Februar 856 König wohl von Neustrien, März 867 König von Aquitanien, 877 König von Westfranken, 7. September 878 in Troyes von Papst Johannes VIII. gekrönt, begraben in der Abtei Saint-Corneille in Compiègne; ⚭ I. März 862, geschieden nach 866, Ansgard, † 2. November wohl nach 879, Tochter des Grafen Harduin; ⚭ II. um 875 Adelheid von Friaul, † 18. November 901, Tochter des Grafen Adalhard (Matfriede)
    1. (I) Ludwig III., * 863/865, † 5. August 882 in Saint-Denis, 879 König, März 880 in seiner Herrschaft auf Francia und Neustrien beschränkt, begraben in der Basilika Saint-Denis
    2. (I) Karlmann, * 866, † 6./12. Dezember 884, 879 König, März 880 in seiner Herrschaft auf Aquitanien und Burgund beschränkt, 882 König von Westfranken, begraben in der Basilika Saint-Denis
    3. (I) Hildegard
    4. (I) Gisla, † vor November 884; ⚭ Robert, Graf von Troyes 876, † Februar 886 in Troyes
    5. (II) Ermentrud, * wohl 875; ⚭ NN
      1. Kunigunde; ⚭ I Pfalzgraf Wigerich (Wigeriche); ⚭ II Graf Richwin von Verdun.

    6. (II) Karl III. der Einfältige (Charles le Simple), * 17. September 879, † 7. Oktober 929 in Péronne, 28. Januar 893 König, 1. Januar 898 König von Westfranken, 1. November 911 auch in Lotharingien, 30. Juni 922 abgesetzt, ab 923 in Péronne in Gefangenschaft, begraben in Saint-Fursy in Péronne; ⚭ I. April 907 vor dem 19. Frederuna, † 10. Februar 917, Tochter des Grafen Dietrich (Immedinger) und Schwester der Heiligen Mathilde, der Ehefrau König Heinrichs I. (Liudolfinger); ⚭ II. um 919 Ogiva, † nach 951, Tochter des Königs Eduard I. von Wessex (Haus Wessex), Äbtissin von Notre-Dame de Laon, 951 abgesetzt, heiratet im gleichen Jahr in zweiter Ehe Heribert der Ältere, † 980/984, 967 Graf von Meaux und Pfalzgraf (siehe oben)
      1. (unehelich, Mutter unbekannt) Arnulf
      2. (unehelich, Mutter unbekannt) Drogo
      3. (unehelich, Mutter unbekannt) Rorico, † 20. Dezember 976, 949 Bischof von Laon, begraben in der Abtei Saint-Vincent in Laon
      4. Alpais ⚭ wohl Erlebold, Graf im Lommegau 915, † 921
      5. (I) Ermentrude, * 908/916, um 934 bezeugt, ⚭ Gottfried, Graf im Jülichgau, † 26. März nach 949 (Matfriede)
      6. (I) Frederuna * 908/916
      7. (I) Adelheid * 908/916
      8. (I) Gisela (Gisla) * 908/916
      9. (I) Rotrud * 908/916
      10. (I) Hildegard * 908/916
      11. (II) Ludwig IV. der Überseeische (Transmarinus, Louis d’OutreMer), * zwischen 10. September 920/10. September 921 † Oktober 954 in Reims, 19. Juni 936 König von Westfranken, begraben in Saint-Rémi in Reims; ⚭ 939 Gerberga, † 5. Mai 984, Tochter des deutschen Königs Heinrich I. (Liudolfinger), Witwe des Herzogs Giselbert von Lothringen (Reginare), erhält 951 die Abtei Notre-Dame de Laon, 959 Äbtissin von Notre-Dame de Soissons
        1. Lothar, * Ende 941, † 2. März 986 in Laon, 1. November 954 König von Westfranken, begraben in Saint-Rémi in Reims; ⚭ Anfang 966 Emma von Italien, * wohl 948, † 12. Dezember …, wohl nach Dezember 988, Tochter von Lothar II., König von Italien (Bosoniden) und Adelheid von Burgund (Welfen)
          1. (unehelich, Mutter unbekannt) Arnulf, * vor 967, † 5. März 1021, 988/991 und 999/1021 Erzbischof von Reims
          2. (unehelich, Mutter unbekannt) Richard, † nach 991
          3. Ludwig V. der Faule (Louis V. le Fainéant), * wohl 966/967, † 22. Mai 987, 8. Juni 979 Mitkönig von Westfranken, 982/984 König von Aquitanien, 2. März 986 König von Westfranken, begraben in der Abtei Saint-Corneille in Compiègne; ⚭ 982, 984 getrennt, Adelheid von Anjou, Tochter von Fulko II., Graf von Anjou (Erstes Haus Anjou), Witwe des Grafen Stephan (Étienne) von Gévaudan, heiratete in dritter Ehe 984/um 986 Wilhelm I. Markgraf von Provence, Graf von Arles, † 994 (Haus Provence), und in vierter Ehe vor 1016 Otto Wilhelm, 982 Graf von Mâcon und Nevers, 995 Graf von Burgund, † 21. September 1026 (Haus Burgund-Ivrea)
          4. Otto, † 18. November wohl vor 986, Domherr zu Reims

        2. Mathilde, * Ende 943, † nach 26. November 981, ⚭ um 964 Konrad III. König von Burgund, † 19. Oktober 993 (Welfen)
        3. Karl, * Januar 945, † vor 953
        4. Tochter, * Anfang 948
        5. Ludwig, * Dezember 948, † 954 vor 10. September
        6. Karl, * Sommer 953, † nach 991, Zwilling, 978 Herzog von Niederlothringen, 987/991 Thronprätendent im Westfrankenreich, 30. März 991 von König Hugo Capet gefangen, danach in Orléans in Haft, begraben in Sankt Servatius in Maastricht; ⚭ vor 979, wohl um 975, Adelheid
          1. Gerberga, * wohl 975, † 27. Januar nach 1018, ⚭ um 985–990 Lambert I. Graf von Löwen, † 12. September 1015 (Reginare)
          2. Otto, * wohl 975, † 1012, 991 Herzog von Niederlothringen
          3. Ludwig, * vor 989, † um 1023 im Kloster Saint-Pierre-le-Vif als Mönch auf der Rückreise vom Mont-Saint-Michel ins HRR[15]
          4. Karl, * 989, † nach 991
          5. Adelheid, † nach 1012; ⚭ 990 Albert I. Graf von Namur, † kurz vor 1011 (Haus Namur)

        7. Heinrich, * Sommer 953, † bald nach der Taufe, Zwilling

  3. (I) Karl das Kind, * 847/848, † 29. September 866, Oktober 855 König wohl von Aquitanien; ⚭ 862, Ehe 863 aufgelöst, NN, Witwe des Grafen Humbert
  4. (I) Karlmann, † 876, 854 Tonsur, 860 Abt von Saint-Médard in Soissons, 870 abgesetzt, 873 geblendet, 874 Abt von Echternach
  5. (I) Lothar, † 865 vor 25. Dezember, 861 Mönch, später Abt von Saint-Germain d’Auxerre
  6. (I) Ermentrud, † nach 11. Juli 877, Äbtissin von Hasnon
  7. (I) Hildegard
  8. (I) Gisela
  9. (I) Rotrud, † nach 889, wohl nach 3. Februar 912, vermutlich Äbtissin von Andlau
  10. (II) Rothild, * wohl 871, † 928/929; ⚭ um 890 Graf Roger von Maine, † 31. Oktober 900
  11. (II) unsicher: Drogo, * 872/873, † 873/874, Zwilling
  12. (II) unsicher: Pippin, * 872/873, † 873/874, Zwilling
  13. (II) Kind, * 23. März 875, † bald nach der Geburt
  14. (II) Karl, * 10. Oktober 876, † 877 vor 7. April

## Die Nachkommen des Abtes Hieronymus
Die folgende Stammliste folgt der Darstellung von Settipani (S 359ff) zu
a) Fulcuin, dem Abt von Lobbes (965–990), der in seinen Schriften angibt, vom Karolinger Hieronymus abzustammen.
b) Karl Konstantin, Graf von Vienne aus der Familie der Buviniden, von dem der Chronist Richer von Reims angibt, er sei königlicher (das heißt karolingischer) Abstammung, allerdings durch seinen tritavus (Urgroßvater des Urgroßvaters) aus einer Bastardlinie
1. Hieronymus, 754 und um 775 bezeugt, (Laien-)Abt von Saint-Quentin; ⚭ I Ermentrudis, vielleicht Nichte von Abt Fulrad von Saint-Denis; ⚭ II Ercheswinda, Westgotin – Vorfahren siehe oben
  1. (I) Fulrad, † 31. Januar 826, 771 Abt von Saint-Quentin, 823 Abt von Lobbes
  2. (I) Tochter
    1. Ramneric, † wohl 823, Abt von Lobbes

  3. (I) Audoen (Ouen)
    1. NN
      1. NN
        1. Audoen (Ouen)[17]
          1. Regenwala, † vor 928, Nonne in Saint-Bertin
          2. Fulcuin, † vor 928, Mönch Saint-Bertin. ⚭ Theodala
            1. Fulcuin, † 990, Mönch in Saint-Bertin 948, Abt von Lobbes 965
            2. Godeschalc

  4. (II) Fulcuin, † 15. Dezember 855 in Esquelbecq, Bischof von Thérouanne 816/817, bestattet in Saint-Bertin
  5.  ? (II) Richard[18], 787 Graf von Rouen, 795 Surintendant der königlichen Domänen
    1. Richard, Graf von Amiens 801/825, Stammvater der Buviniden
      1. Richard, 825/839 bezeugt, † vor 12. November 842, ostiarius[19] Ludwigs des Frommen, geht 834 mit Lothar I. nach Italien
      2. Buvinus (Bouvin), 842/862, Graf von Metz, Laienabt von Gorze ⚭ NN, Tochter von Boso dem Alten Graf von Arles, Graf in Italien (Bosoniden)
      3.  ? Tochter (Richildis), † um 882. ⚭ um 863, vor 869, Eccard (* um 810/815, † zw. Januar 876 und Juni 877), 838 Herr von Perrecy, 858 missus im Senonais, 863 missus in der Markgrafschaft Chalon, 873 missus im Autunois und Mâconnais (Arnulfinger)
      4.  ? Tochter ⚭ Theoderich „le Trésorier“ (* um 810, † 882/883), 878 Graf von Autun mit dem Auftrag, Bernhard von Gothien zu vertreiben, 876/877 Herr von Perrecy (Arnulfinger)

  6.  ? (I) Richarda, 778 bezeugt. ⚭ Nithard
    1.  ? Angilbert (siehe oben)